# Alcatel One Touch Fire
La línea Fire de smartphones de Alcatel Mobile Phones es la primera en tener el sistema operativo Firefox OS. Está destinada a la gama baja para impulsar el uso emergente de los teléfonos inteligentes, junto al ZTE Open.
El primer modelo en lanzarse públicamente en 2013 fue el 4012 que se comercializa con dos sabores dependiendo de la zona: el GSM cuatribanda 8850/900/1800/1900 /UMTS 850/900/2100 4012A y el UMTS 900/2100 4012X. Consecuentemente este último tiene una tasa de absorción específica menor. Ambos se denominan Alcatel One Touch Fire.
Se trata de una variante del Alcatel One Touch T'Pop (con Android). A diferencia del One Touch Fire, el One Touch T'Pop tiene una CPU ARM Cortex-A9 y una GPU PowerVR SGX531; incorpora teclas HOME y BACK, diferencias cosméticas, y otras diferencias. El One Touch Fire se coemrcializa en tres colores: Mozilla Orange, Apple Green, y Pure White. Incluye una tarjeta Micro SD 2 GB de serie.
Le siguen en 2014 el Alcatel One Touch Fire C, Alcatel One Touch Fire E y Alcatel One Touch Fire S (con 4G Long Term Evolution) y la tablet Alcatel One Touch Fire 7. Todos ellos forman la gama Fire.

## Características
- Lanzamiento: 12 de julio de 2013 (11 años, 8 meses y 6 días)
- Tarjeta SIM : Mini Sim (2FF) interna
- Antena : todas internas.
- Pantalla táctil : capacitativa TFT LCD de 3,5 pulgadas
- Resolución de pantalla : HVGA 320 x 480 píxeles y 18 bits (262144 colores)
- Sistema operativo : Firefox OS 1.1
- Memoria : MiB
- Memoria RAM de 256 MiB
- Memoria flash Interna de 512 MiB, 160 libres
- SoC : Qualcomm Snapdragon S1 MSM7227A
  - Microprocesador :  ARM Cortex-A5 a 1 GHz
  - Procesador gráfico : Adreno 200
- Bandas :
  - 4012A : GSM 850/900/1800/1900 (GPRS, EDGE) / UMTS 850/1900/2100
  - 4012X : UMTS 900/2100 (HSDPA, HSUPA)
- Datos : 3G, GPRS, EDGE
- Cámara : de 3,2 megapixels y flash LED integrada.
- Multimedia : Radio FM estéreo, reproductor multimedia con soporte AAC, AAC+, AAC+ mejorado, AMR NB, AMR-WB, MP3
- Sensores : Proximidad, luz
- Conectividad : micro-USB 2.0, Bluetooth 3.0, EDGE, GPRS, HSPA a 7.2 Mbps de bajada y  5.76 Mbps de subida, Wi-Fi 802.11 b/g/n, Hotspot Wi-Fi, GPS con A-GPS
- Batería :  interna de Li-ion y 1300 mAh
  - Tiempo de espera : hasta 280 horas (2G) / 220 horas (3G)
  - Tiempo de conversación : hasta 6,7 horas (2G) / 3 horas (3G)
  - Tiempo de carga : hasta 3 horas
- Formato : Pizarra o Slate
- Carcasa : en combinaciones de colores Mozilla Naranja (naranja/blanco), Verde Manzana (verde/blanco) y Blanco Puro (blanco) cambiando entre ellas sólo el color de la banda. En el frontal, altavoz, pantalla, sensor circular y micrófono. En el lateral izquierdo, tecla de control de volumen y micro-USB. En la parte superior, tecla de encendido y minijack de 3,5 mm para auriculares/manos libres. En la trasera, cámara digital y flash. En la zona inferior de la tapa trasera hay una ranura para facilitar la apertura del alojamiento de la batería; debajo de esta, ranuras de tarjeta SIM y MicroSD.
- Tamaño : 115 mm (4,53 pulgadas) largo x 62 mm (2,44 pulgadas) ancho x 12 mm (0,47 pulgadas) alto
- Peso : 108 g (3,81 onzas)
- Tarjeta de memoria : MicroSD 2 GB de serie, soporta hasta 32 GB
- Tasa de absorción específica :  W/kg
  - 4012A
    - Cabeza: 1.45 W/kg
    - Cuerpo: 1.30 W/kg

  - 4012X
    - Cabeza: 1.16 W/kg
    - Cuerpo: 1.18 W/kg

## Presentación oficial
El teléfono se diseñó por Alcatel Mobile Phones como equipo barato de acceso a los smartphones para mercados específicos de América Latina y Europa: Brasil, Chile, Colombia, México, Perú, Uruguay y Venezuela en Latinoamérica; Alemania, Grecia, Hungría, Italia, Montenegro, Polonia y Serbia en Europa. Entre los operadores que han distribido el terminal se encuentran Congstar (Alemania), Cosmote (Grecia), Movistar (Chile, México, Perú, Uruguay, Venezuela), T-Mobile (Europa del Este), Telcel (México), Telenor (Europa del Este), Telecom Italia Mobile (Italia), y Vivo (Brasil).
Se presentó en el Mobile World Congress de 2013, llegando a Latinoamérica tras un recibimiento tibio en Polonia.

## Rendimiento
Según pruebas de Florian Wimmer para Notebook Check, el Fire posee un rendimiento de 3459 ms en Suspider, 59466.3 ms en Kraker y 1052 puntos en Browsermark. De los mismos resultados, la batería posee una duración de 7 horas para navegar en Wi-Fi y su temperatura promedio es de 31.8 °C.

## Problemas
En el momento del lanzamiento su principal problema es la escasez de aplicaciones disponibles en su Tienda, siendo crítica la no existencia de una versión de WhatsApp (para muchos, el principal motivo de comprar un móvil). El acceso a Facebook puede realizarse por la aplicación web, lo que le evita los problemas de consumo asociados con la App para Android. Aunque sigue sin versión oficial, son varias las aplicaciones de terceros que permiten el uso de WhatsApp en Firefox OS, aunque no acaban de satisfacer al usuario.

## Configuraciones y funciones
- Manuales interactivos Archivado el 21 de enero de 2015 en Wayback Machine.